# Белорусија на Светском првенству у атлетици на отвореном 2013.
Белорусија је на Светском првенству у атлетици на отвореном 2013. одржаном у Москви од 10. до 18. августа, учествовала једанаести пут, односно учествовала је под данашњим именом на свим првенствима од 1993. до данас. Репрезентацију Белорусије представљало је 27 такмичара (10 мушкараца и 17 жена) у 15 (7 мушких и 8 женских) дисциплина.
На овом првенству Белорусија није освојила ниједну медаљу. У табели успешности према броју и пласману такмичара који су учествовали у финалним такмичењима (првих 8 такмичара) Белорусија је делила 43 место са 5 бодова и са једним учесником у финалу.
Такмичари Белорусије су поставили: 2 лична рекорда и 9 најбољих резултата сезоне.
| Плас. | Земља      | 1. место | 2. место | 3. место | 4. место | 5. место | 6. место | 7. место | 8. место | Бр. финал. | Бод. |
| ----- | ---------- | -------- | -------- | -------- | -------- | -------- | -------- | -------- | -------- | ---------- | ---- |
| =43.  | Белорусија | 0        | 0        | 0        | 1        | 0        | 0        | 0        | 0        | 1          | 5    |

## Учесници
Учествовало је 27 такмичара (10 мушкараца и 17 жена).
| Дисциплина    | Спортисти       | Спортисти                                                 |
| Дисциплина    | Мушкарци        | Жене                                                      |
| ------------- | --------------- | --------------------------------------------------------- |
| 100 м         | —               | Катарина Ганчар                                           |
| 800 м         | Анис Ананенка   | Марина Арзамасава                                         |
| 100 м препоне | —               | Алина Талај                                               |
| 20 км ходање  | Денис Симанович | Настасја Јацевич Ана Драбења                              |
| 50 км ходање  | Иван Троцки     |                                                           |
| 4 x 400 м     | —               | Ирина Хљустова, Хана Рејшал Илона Усович, Јулија Јуренија |

| Дисциплина     | Спортисти                                  | Спортисти                                  |
| Дисциплина     | Мушкарци                                   | Жене                                       |
| -------------- | ------------------------------------------ | ------------------------------------------ |
| Скок удаљ      | —                                          | Олга Сударава                              |
| Троскок        |                                            | Наталија Вјаткина                          |
| Бацање кугле   | Павел Лижин                                | Аљона Копец Јулија Ланцјук Аљона Дубицкаја |
| Бацање кладива | Јури Шајну Валериј Свјатоха Павел Кривицки | Аксана Мјањкова                            |
| Бацање копља   | Владимир Козлов                            | —                                          |
| Седмобој       | —                                          | Катарина Нецвјатајева Јана Максимова       |
| Десетобој      | Едвард Михан Андреј Кравчанка              | —                                          |

## Резултати

### Мушкарци
| Атлетичар        | Дисциплина     | Лични рекорд | Квалификације | Квалификације | Полуфинале           | Полуфинале           | Финале                                     | Финале       | Детаљи                                     |
| Атлетичар        | Дисциплина     | Лични рекорд | Резултат      | Место         | Резултат             | Место                | Резултат                                   | Место        | Детаљи                                     |
| ---------------- | -------------- | ------------ | ------------- | ------------- | -------------------- | -------------------- | ------------------------------------------ | ------------ | ------------------------------------------ |
| Анис Ананенка    | 800 м          | 1:44,43 НР   | 1:47,76       | 5 у гр. 6     | Није се квалификовао | Није се квалификовао | Није се квалификовао                       | 27 / 47 (49) | Архивирано на веб-сајту (21. октобар 2013) |
| Денис Симанович  | 20 км ходање   | 1:20:42      |               |               |                      |                      | 1:31:52                                    | 48 / 53 (64) |                                            |
| Иван Троцки      | 50 км ходање   | 3:46:09      |               |               |                      |                      | 3:47:52 ЛРС                                | 14 / 46 (61) | Архивирано на веб-сајту (3. октобар 2019)  |
| Павел Лижин      | Бацање кугле   | 21,21        | БП            | БП            |                      |                      | Без пласмана                               | Без пласмана |                                            |
| Јури Шајну       | Бацање кладива | 80,72        | 75,18         | 7. у гр. Б кв | 73,68                | 12 /27 (29)          |                                            |              |                                            |
| Павел Кривицки   | Бацање кладива | 80,67        | 74,45         | 9. у гр. Б    | Није се квалификовао | 14 / 27 (29)         | Архивирано на веб-сајту (28. октобар 2013) |              |                                            |
| Валериј Свјатоха | Бацање кладива | 81,49        | 72,05         | 9 у гр. А     | Није се квалификовао | 21 / 27 (29)         | Архивирано на веб-сајту (28. октобар 2013) |              |                                            |
| Владимир Козлов  | Бацање копља   | 82,86        | 72,66         | 16 у гр. А    | Није се квалификовао | 32 / 33              |                                            |              |                                            |

Десетобој
| Дисциплина    | Андреј Краучанка | Андреј Краучанка | Андреј Краучанка | Андреј Краучанка | Андреј Краучанка | Андреј Краучанка |
| Дисциплина    | Лич. рек.        | Резултат         | Бод.             | Плас.            | Укупно           | Плас.            |
| ------------- | ---------------- | ---------------- | ---------------- | ---------------- | ---------------- | ---------------- |
| 100 м         | 10,86            | 11,19            | 817              | 23               |                  |                  |
| Скок удаљ     | 7,90             | 7,39             | 908              | 14               | 1.727            | 22               |
| Бацање кугле  | 15,04            | 14,84            | 780              | 4                | 2.507            | 14               |
| Скок увис     | 2,19             | 2,11 ЛРС         | 906              | 2                | 3.413            | 6                |
| 400 м         | 47,17            | 49,65            | 831              | 19               | 4.244            | 11               |
| 110 м препоне | 13,93            | 14,44            | 918              | 12               | 5.162            | 10               |
| Бацање диска  | 47,87            | 46,12            | 790              | 6                | 5.952            | 8                |
| Скок мотком   | 5,30             | 5,10 ЛРС         | 941              | =6               | 6.893            | 9                |
| Бацање копља  | 64,35            | 59,98            | 738              | 17               | 7.631            | 8                |
| 1500 м        | 4:24.44          | 4:39,63          | 683              | 23               |                  |                  |
| Десетобој     | 8.314            |                  |                  |                  |                  | 12               |

| Дисциплина    | Едуард Михан | Едуард Михан | Едуард Михан | Едуард Михан | Едуард Михан | Едуард Михан |
| Дисциплина    | Лич. рек.    | Резултат     | Бод.         | Плас.        | Укупно       | Плас.        |
| ------------- | ------------ | ------------ | ------------ | ------------ | ------------ | ------------ |
| 100 м         | 10,68        | 10,97        | 867          | =13          |              |              |
| Скок удаљ     | 7,56         | 7,42         | 915          | 12           | 1.782        | 14           |
| Бацање кугле  | 14,81        | 14,15        | 738          | 16           | 2.520        | 11           |
| Скок увис     | 2,04         | 1,96         | 767          | 19           | 3.287        | 17           |
| 400 м         | 49,05        | 48,80 ЛРС    | 871          | =14          | 4.158        | 14           |
| 110 м препоне | 14,15        | 14,82        | 871          | 19           | 5.029        | 19           |
| Бацање диска  | 48,61        | 48,00        | 829          | 2            | 5.803        | 15           |
| Скок мотком   | 4,70         | 4,60         | 780          | 20           | 6.648        | 18           |
| Бацање копља  | 57,10        | 50,74        | 600          | 26           | 7.248        | 18           |
| 1500 м        | 4:23,67      | 4:24,44      | 720          | 13           |              |              |
| Десетобој     | 7.968        |              |              |              |              | 18           |

### Жене
| Атлетичарка                                                | Дисциплина     | Лични рекорд | Квалификације | Квалификације | Полуфинале            | Полуфинале            | Финале                                     | Финале       | Детаљи                                      |
| Атлетичарка                                                | Дисциплина     | Лични рекорд | Резултат      | Место         | Резултат              | Место                 | Резултат                                   | Место        | Детаљи                                      |
| ---------------------------------------------------------- | -------------- | ------------ | ------------- | ------------- | --------------------- | --------------------- | ------------------------------------------ | ------------ | ------------------------------------------- |
| Јекатерина Ганчар                                          | 100 м          | 11,28        | 11,63         | 6. у гр. 5    | Није се квалификовала | Није се квалификовала | Није се квалификовала                      | 33 / 45 (46) |                                             |
| Марина Арзамасова                                          | 800 м          | 1:58,45      | 1:59,60 ЛРС   | 5 у гр 1 КВ   | 2:01,19               | 5. у гр. 2            | Није се квалификовала                      | 13 / 32      |                                             |
| Алина Талај                                                | 100 м препоне  | 12,71        | 12,99         | 2. у гр. 3 КВ | 12,82                 | 4. у гр. 3            | Није се квалификовала                      | 9 / 36 (37)  |                                             |
| Iryna Khliustava Hanna Reishal Илона Усович Yuliya Yurenia | 4 х 400 м      | 3:21.85 НР   | 3:30,28 НРС   | 4. у гр. 3 КВ |                       |                       | Нису се квалификовале                      | 10 / 15 (16) | Архивирано на веб-сајту (14. новембар 2013) |
| Ана Драбења                                                | 20 км ходање   | 1:31:58      | 1:31:16 ЛР    |               |                       |                       |                                            | 16 / 56 (62) | Архивирано на веб-сајту (3. октобар 2019)   |
| Настасја Јацевич                                           | 20 км ходање   | 1:29:30      | 1:32:31 ЛРС   | 24 / 56 (62)  |                       |                       |                                            |              | Архивирано на веб-сајту (3. октобар 2019)   |
| Олга Сударава                                              | Скок удаљ      | 6,85         | 6,71          | 1 у гр. Б кв  |                       |                       | 6,82 ЛРС                                   | 4 / 29 (31)  |                                             |
| Наталија Вјаткина                                          | Троскок        | 14,40        | 13,19         | 4 у гр. А КВ  | Није се квалификовала | 21 / 21               |                                            |              |                                             |
| Алена Копец                                                | Бацање кугле   | 19,24        | 17,87         | 7 у гр. Б кв  | 17,70                 | 12 / 29 (30)          |                                            |              |                                             |
| Yuliya Leantsiuk                                           | Бацање кугле   | 19,79        | 17,73         | 9 у гр. А     | Нису се квалификовале | 16 / 29 (30)          | Архивирано на веб-сајту (29. октобар 2013) |              |                                             |
| Aliona Dubitskaya                                          | Бацање кугле   | 18,12        | 16,53         | 17 у гр. Б    | Нису се квалификовале | 27 / 29 (30)          | Архивирано на веб-сајту (29. октобар 2013) |              |                                             |
| Аксана Мјањкова                                            | Бацање кладива | 78,69 НР     | 66,65         | 12 у гр. Б    | Нису се квалификовале | 22 / 26 (27)          |                                            |              |                                             |

Седмобој
| Дисциплина    | Катарина Нецвјатајева | Катарина Нецвјатајева | Катарина Нецвјатајева | Катарина Нецвјатајева | Катарина Нецвјатајева | Катарина Нецвјатајева |
| Дисциплина    | Лични рекорд          | Резултат              | Бод.                  | Плас.                 | Укупно                | Плас.                 |
| ------------- | --------------------- | --------------------- | --------------------- | --------------------- | --------------------- | --------------------- |
| 100 м препоне | 13,74                 | 13,87                 | 997                   | 17                    |                       |                       |
| Скок увис     | 1,76                  | 1,74 ЛРС              | 903                   | 24                    | 1.900                 | 20                    |
| Бацање кугле  | 14,92                 | 14,17                 | 805                   | 6                     | 2.705                 | 13                    |
| 200 м         | 24,58                 | 25,09                 | 879                   | 21                    | 3.584                 | 15                    |
| Скок удаљ     | 6,04                  | 5,67                  | 750                   | 29                    | 4.334                 | 22                    |
| Бацање копља  | 44,90                 | 38,60                 | 640                   | 26                    | 4.974                 | 24                    |
| 800 м         | 2:11,35               | 2:12,54               | 928                   | 11                    |                       |                       |
| Седмобој      | 5.940                 |                       |                       |                       | 5.902                 | 22 / 26 (28)          |

| Дисциплина    | Јана Максимова | Јана Максимова | Јана Максимова | Јана Максимова | Јана Максимова | Јана Максимова |
| Дисциплина    | Лични рекорд   | Резултат       | Бод.           | Плас.          | Укупно         | Плас.          |
| ------------- | -------------- | -------------- | -------------- | -------------- | -------------- | -------------- |
| 100 м препоне | 13,89          | 14,11          | 963            | 27             |                |                |
| Скок увис     | 1,91           | 1,74           | 903            | 20             | 1.866          | 24             |
| Бацање кугле  | 15,02          | 14,27          | 812            | 4              | 2.678          | 18             |
| 200 м         | 25,24          | 25,77          | 817            | 30             | 3.495          | 23             |
| Скок удаљ     | 6,02           | 5,77           | 780            | 27             | 4.275          | 25             |
| Бацање копља  | 43,46          | 45,41 ЛР       | 771            | 12             | 5.046          | 21             |
| 800 м         | 2:11,29        | 2:11,96 ЛРС    | 936            | 8              |                |                |
| Седмобој      | 6.194          |                |                |                | 5.982          | 20 / 26 (28)   |